# Táxi da Madeira

## História
Até 1985, os táxis que serviam o arquipélago da Madeira eram de cor preta e verde, assim como todos a nível nacional. A partir desse ano, o governo regional decidiu que os táxis da Região Autónoma da Madeira deveriam mudar para amarelo e azul, as cores predominantes na bandeira autonómica, dando um prazo para essa mudança e atribuindo um subsídio para o efeito.
Os táxis do arquipélago da Madeira são representados pela Associação dos Industriais de Táxi da Região Autónoma da Madeira (AITRAM). Existem cerca de 150 praças de táxi na R.A.M.